# Damien Shamambo
Damien Shamambo, född 19 augusti 2003, är en zambisk simmare.

## Karriär
Vid VM 2023 i Fukuoka slutade Shamambo på 73:e plats på 50 meter frisim och på 69:e plats på 50 meter fjärilsim. Vid VM 2024 i Doha slutade han på 72:a plats på 50 meter frisim samt blev diskvalificerad på 100 meter bröstsim. Vid afrikanska spelen 2023 i Accra, som arrangerades 2024, tävlade Shamambo i 50 meter frisim, 50 meter fjärilsim, 50 meter bröstsim, 100 meter bröstsim och 50 meter ryggsim.
Shamambo tävlade för Zambia vid olympiska sommarspelen 2024 i Paris, där han blev utslagen i försöksheatet på 50 meter frisim och slutade på totalt 48:e plats.